# Анабанилья (ГЭС)
«Robustiano León» — гидроэлектростанция на реке Анабанилья в провинции Вилья-Клара Республики Куба.

## История
Строительство плотины на реке Анабанилья началось в 1958 году.
После победы Кубинской революции в январе 1959 года США прекратили сотрудничество с правительством Ф. Кастро и стремились воспрепятствовать получению Кубой помощи из других источников. Власти США ввели санкции против Кубы, а 10 октября 1960 года правительство США установило полное эмбарго на поставки Кубе любых товаров (за исключением продуктов питания и медикаментов).
Тем не менее, строительство было продолжено при содействии социалистических стран. В 1961 году сооружение плотины было завершено, в 1962 году были завершены остальные строительные и монтажные работы, в 1963 году первая очередь ГЭС (два агрегата общей мощностью 33 МВт) была введена в эксплуатацию, в 1964 году строительные работы были завершены.
В 1964 году высота плотины составляла 47,5 метров. Турбинный зал (в 240 метрах под поверхностью почвы) имел два турбоагрегата с турбинами Френсиса вертикального типа (производства ЧССР), третий турбоагрегат также был заказан в ЧССР. От ГЭС к городу Санта-Клара была построена высоковольтная ЛЭП протяженностью 38,9 км.
В 2006 году электростанция по-прежнему оставалась крупнейшей ГЭС в стране.

## Описание
Находится в горах, южнее города Санта-Клара. Проектная мощность ГЭС — 43 МВт, общая ёмкость водохранилища Хибакоа-Анабанилья — 286 млн м³ (оно стало одним из крупнейших водохранилищ в стране).